# Rhyacophila hokkaidensis
Rhyacophila hokkaidensis là một loài Trichoptera trong họ Rhyacophilidae. Chúng phân bố ở miền Cổ bắc.